# Opzione esotica
In finanza, un'opzione esotica è uno strumento derivato creato dagli ingegneri finanziari che spesso consente alle banche d'investimento margini di intermediazione molto più elevati di quelli sui prodotti standard, detti plain vanilla.
I prodotti esotici sono stati creati per diverse ragioni che possono riguardare mere esigenze di copertura o anche fini speculativi per gli operatori e possono presentare caratteristiche di vario genere che possono renderli interessanti agli occhi dei tesorieri delle società o di altri investitori.

## Opzione esotica
La categoria delle opzioni esotiche fa riferimento a tutti i contratti di opzione in cui il calcolo del payoff presenta elementi di novità rispetto alle opzioni ordinarie. Questi contratti vengono negoziati OTC (over the counter) proprio a causa della mancanza di standardizzazione degli elementi contrattuali.